# Mangustowiec Dybowskiego
Mangustowiec Dybowskiego, mangusta Dybowskiego (Dologale dybowskii) – gatunek drapieżnego ssaka z podrodziny Mungosinae w obrębie rodziny mangustowatych (Herpestidae).

## Taksonomia
Gatunek po raz pierwszy zgodnie z zasadami nazewnictwa binominalnego opisał w 1893 roku francuski zoolog Eugène de Pousargues nadając mu nazwę Crossarchus dybowskii. Jako miejsce typowe odłowu holotypu Pousargues wskazał „Ubangi, w Kongu Belgijskim” (fr. Ubangi, Congo Belge); ograniczone przez Moreau i współpracowników w 1946 roku do „górnego Kemo, dopływu na północ od Ubangui, około 6°17'N, 19°12'E”. Jedyny przedstawiciel rodzaju mangustowiec (Dologale) który opisał w 1926 roku angielski zoolog Oldfield Thomas. 
Autorzy Illustrated Checklist of the Mammals of the World uznają ten gatunek za monotypowy.

### Etymologia
- Dologale: gr. δολος dolos „przebiegły”[11]; γαλεή galeē lub γαλή galē „łasica”[12].
- dybowskii: Jean Dybowski (1856–1928), francuski agronom, botanik, podróżnik, kolekcjoner z tropikalnej Afryki w latach 1891–1894[13][14].

## Występowanie
Obecny zasięg występowania gatunku obejmuje Republikę Środkowoafrykańską, północno-wschodnią Demokratyczną Republikę Konga, południowy Sudan Południowy i zachodnią Ugandę; być może występuje również w Kongu.

## Morfologia
Długość ciała (bez ogona) 25–33 cm, długość ogona 16–23 cm; masa ciała 300–400 g. Niewielka mangusta o jasnobrązowym ubarwieniu. Spód ciała i boczne części głowy są szare. Wzór zębowy: I {\displaystyle {\tfrac {3}{3}}} C {\displaystyle {\tfrac {1}{1}}} P {\displaystyle {\tfrac {3}{3}}} M {\displaystyle {\tfrac {2}{2}}} = 36. 

## Ekologia
Zajmuje różne siedliska. Spotykana nad brzegami Jeziora Alberta, na terenach drzewiastej sawanny oraz w górskich lasach. Biologia rozrodu, tryb życia i preferencje pokarmowe tego gatunku nie zostały poznane. Prawdopodobnie mangusta Dybowskiego żywi się owadami i drobnymi kręgowcami.